# Gothra
Gothra is een census town in het district Jhunjhunu van de Indiase staat Rajasthan. 

## Demografie
Volgens de Indiase volkstelling van 2001 wonen er 21.819 mensen in Gothra, waarvan 54% mannelijk en 46% vrouwelijk is. De plaats heeft een alfabetiseringsgraad van 77%. 